# Turlough

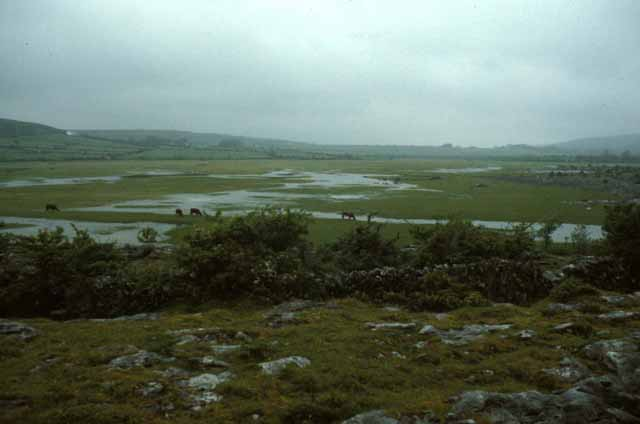
Carran Turlough mit Castletown River

Skealoughan Turlough, County Mayo im Winter

Skealoughan Turlough, County Mayo im Sommer

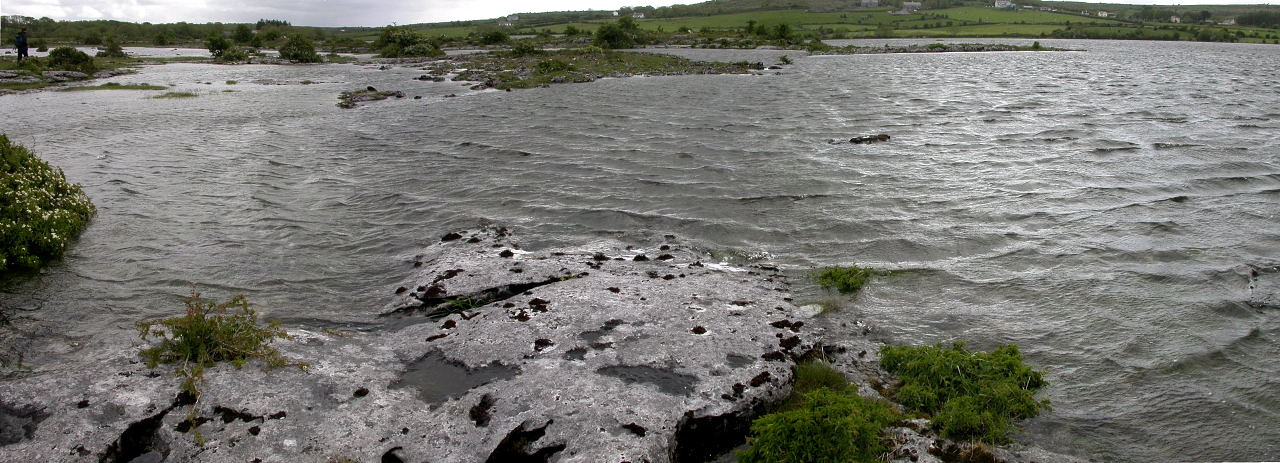
Carran Turlough, County Clare

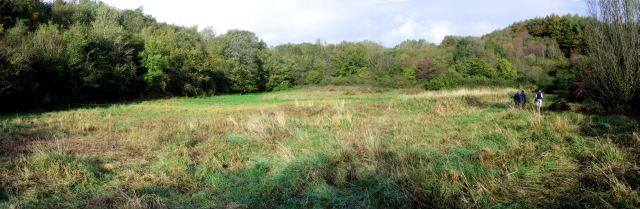
Fardrum Turlough im County Fermanagh

Turloughs (von irisch turlach, Plural turlaigh) werden auch „winter lakes“ (Winterseen) genannt und sind temporäre Karstseen im Westen Irlands, vor allem im Burren im County Clare, die aufgrund ihrer Einzigartigkeit und ihrer spezifischen Lebensgemeinschaften von der FFH-Richtlinie geschützt werden. Turloughs finden sich auch in den Kalkgebieten der Countys Cavan (Shannon Pot), Galway  (Glenamaddy Turlough, Rahasane Turlough), Mayo und Roscommon. In Nordirland liegen nur drei Turloughs, die von Green, Fardrum und Roosky bei Ely im County Fermanagh. Sie stellen die nördlichsten Turloughs in Irland dar und bilden mit dem Ramsar-Gebiet eine Area of Special Scientific Interest (ASSI). In Südwales gibt es den Turlough Pant-y-Llyn.

## Beschreibung
Im Winter, wenn der Grundwasserspiegel steigt, oder nach Starkregenfällen werden die scheinbar trockenliegenden Vertiefungen zu Seen. Statt des ständigen, unterirdischen Wasserspiegels ist nun ein temporär sichtbarer Wasserspiegel vorhanden. Die weiße, papierartige Substanz, die man sieht, wenn der Turlough trocken ist, besteht aus Algen. In Turloughs, besonders um den Ort Carran, wo Findlinge der Gletscher im Turlough liegen, sind auch Spuren von schwarzem Moos zu sehen. Die weißen Papieralgen auf der Steinoberfläche sind dadurch weithin sichtbar. Durch Entwässerungsmaßnahmen, die bereits im 19. Jahrhundert begannen, ging die Anzahl dieser kurzlebigen, aber regelmäßig wiederkehrenden Biotope bereits um mindestens ein Drittel zurück.
Pant-y-Llyn nordwestlich von Ammanford in Wales ist der einzige Turlough Großbritanniens. In Deutschland sind „temporäre Karstseen“ selten. Die wenigen Vorkommen liegen am südlichen Harzrand (in Niedersachsen, Sachsen-Anhalt und Thüringen) und in den Kalkalpen.

## Fauna
Zum Lebensraumtyp gehören Karstseen und wassergefüllte Erdfälle. Ihr vom Karstwasser abhängiger Wasserspiegel schwankt stark. An die speziellen Bedingungen mit zeitweiliger Austrocknung sind spezialisierte Tiere, wie die Kiemenfüßer Tanymastix lacunae oder Branchipus stagnalis angepasst, die zeitweises Austrocknen mit Dauereiern überleben können.

## Flora
Dieser stetige Wechsel hat beispielsweise beim Kriechenden Hahnenfuß (Ranunculus repens) spezielle Anpassungen seiner Blätter an diese nur aus Irland bekannten Standorte hervorgebracht. So weist diese Pflanze unter Wasser eine weit intensivere Photosyntheseleistung auf als die Unterwasserorgane anderer Pflanzen. Typische Pflanzenarten des Turloughs sind außerdem das Wiesenschaumkraut (Cardamine pratensis), Wasserminze (Mentha aquatica) und Braun-Seggen (Carex nigra)